# NGC 5368
NGC 5368 ist eine Balken-Spiralgalaxie vom Hubble-Typ SBab im Sternbild Großer Bär am Nordsternhimmel. Sie ist rund 213 Millionen Lichtjahre von der Milchstraße entfernt und hat einen Durchmesser von etwa 55.000 Lichtjahren.
Entdeckt wurde das Objekt am 14. April 1789 von William Herschel.